# Утрехтская сеть
Утрехтская сеть — ассоциация университетов Европы. Сеть способствует интернационализации высшего образования путём организации летних школ, обмена студентами и преподавателями и взаимным присвоением степеней.

## Университеты Европы — члены Утрехтской сети
Австрия
- Университет Граца

 Бельгия
- Антверпенский университет

 Чехия
- Масариков университет

 Дания
- Орхусский университет

 Эстония
- Тартуский университет

 Финляндия
- Хельсинкский университет

 Франция
- Университет Лилль Северная Франция
  - Университет науки и технологии — Лилль I
  - Университет здравоохранения и права — Лилль II
  - Университет Шарля де Голля — Лилль III
- Страсбургский университет
  - Университет Луи Пастера — Страсбург I
  - Университет Марка Блока — Страсбург II
  - Университет Робера Шумана — Страсбург III

 Германия
- Рурский университет
- Лейпцигский университет

 Греция
- Университет Аристотеля в Салониках

 Венгрия
- Университет Лоранда Этвеша

 Ирландия
- Ирландский национальный университет (Корк)

 Исландия
- Университет Исландии

 Италия
- Болонский университет

 Латвия
- Латвийский университет

 Литва
- Вильнюсский университет

 Мальта
- Мальтийский университет

 Нидерланды
- Утрехтская школа искусств
- Утрехтский университет

 Норвегия
- Бергенский университет

 Польша
- Ягеллонский университет

 Португалия
- Коимбрский университет

 Румыния
- Ясский университет имени А. И. Кузы

 Словакия
- Университет имени Коменского в Братиславе

 Словения
- Люблянский университет

 Турция
- Босфорский университет

 Испания
- Мадридский университет Комплутенсе

 Швейцария
- Базельский университет

 Великобритания
- Королевский университет Белфаста
- Университет Халла